# Ambrus Gyula
Ambrus L. Gyula (Budapest, 1924. november 29. – Buffalo, 2020. január 16.) magyar-amerikai belgyógyász professzor, diplomata, a Magyar Tudományos Akadémia külső tagja.
1947-ben szerzett orvosi diplomát Budapesten, majd Zürichben és a párizsi Sorbonne-on tanult végül 1949-ben az Amerikai Egyesült Államokba költözött. 1955-ben kapta meg az amerikai állampolgárságot. 1954-ben szerezte meg PhD-fokozatát a Jefferson Medical College-ban és 1984-ben lett a tudományok doktora (DSc.) a Niagara Egyetemen.
Élete és pályafutása nagy részét a New York államban található Buffalóban töltötte és az ottani egyetemen tanított és kutatott. 1992-ben vonult nyugdíjba.
Szakterületei a belgyógyászat, a hematológia, az onkológia és a farmakológia
1945. február 18-án házasodott össze Bayer Klárával és hét gyerekük született.

## Művei
- Gondolatok az egészségügyről a modern világban. Székfoglaló előadások a Magyar Tudományos Akadémián, 2015